# 蓝腿燕鸻
埃及鴴，又名藍腿燕鴴、埃及燕鴴、牙籤鳥，是埃及鴴科下唯一的鳥類。牠們最早於在1750年附近在埃及被發現，因而得名「aegyptius」，但現已不存於該地。:33主要以昆蟲或軟體動物為食，現分佈於塞內加爾至衣索比亞之間的熱帶河流低地地區。:377
體色主要有黑、白、灰、黃四色組成，腳為灰藍或淡灰色。:377牠們因兩個謠傳的不尋常行為而著名：一是會在曬太陽的鱷魚的口中和牙齒上撿拾食物，二為會在繁殖時將蛋埋在沙子裡，靠太陽熱量進行孵化。但實際上前者仍有爭議，而後者則被推測是為了迴避白天過於炎熱的地面而做出的行為。因為牠們的分佈相當廣大而難以進入易危物種的定義範圍內，故即使數量正在緩慢下降，但仍被《國際自然保護聯盟瀕危物種紅色名錄》劃作無危物種。

## 物種發現與分類
1750年前後，作為卡爾·林奈學生之一的弗雷德里克·哈塞爾奎斯特受林奈之託前往黎凡特地區探險，在遊歷了小亞細亞、埃及、賽普勒斯和巴勒斯坦等地後，因旅途勞累而在1752年去世，其筆記隨後由林奈整理並於1757年出版成書，而埃及鴴即是此旅途中發現的物種之一。
1758年出版的《自然系統》第十版中則以二名法命名埃及鴴為Charadrius aegyptius，並被歸類在鴴屬下。
此物種首次發現於埃及，故種小名aegyptius是拉丁文的埃及之意。:33而屬名Pluvianus 則來自法文「Pluvian du Sénégal」，意即「來自塞內加爾的鴴」，形容牠們與鴴亞科鳥類的關係相近。:33
在分類學上，牠們一開始被歸類在燕鴴科下，但後來於2007—2008年時被移至獨立的埃及鴴科下，並作為鴴鳥和其近親的外群。埃及鴴曾有一個亞種P. a. angolae，分布於安哥拉和比屬剛果（現今的剛果民主共和國），為體型較小的埃及鴴，但現被認為定義不清楚而使之地位被取消，故現為單型種。

## 形態描述
埃及鴴體長19—21公分、體重約73—92公克、翼展47—51公分、翼長約13.0公分、嘴峰長約22.8公釐、喙寬度約4.7公釐、喙厚度約5.8公釐、跗骨約34.4公釐、尾長約58公釐。:377
頭頂、眼周、頸部側面、後頸、背部上半的羽毛為黑色，狹窄的胸帶同樣呈黑色並帶有一條白色寬邊；眉斑呈白色；眼睛深褐色；喙黑色。:377其翅膀相當醒目：初級飛羽黑白相間；次級飛羽為白色，在末端附近有一條寬黑帶及一條狹窄白線；翅膀下半呈灰色；翅膀內側白色。:377肩羽、背部和尾巴呈灰色；尾巴末端為白色，在側面羽毛至腹部為深沙或奶油色；腿和腳為淡藍或藍灰色。:377雌雄個體在顏色、聲音和大小相同上而無法區分。
幼鳥與成鳥相似，但頭部斑紋黑色和淡褐色；次級和三級飛羽帶有鐵銹般的紅褐色，背部的羽毛邊緣偏褐色。:377當幼鳥奔跑時，脖子上的白色斑塊會相當顯眼；而蹲伏時這個斑塊則會消失。:377

## 棲息地與分佈
現在分佈在塞內加爾和岡比亞延伸到埃塞俄比亞，南至安哥拉北部、剛果民主共和國和蘇丹。
埃及鴴多生活在熱帶的大型河流形成的沙質或礫石低地；牠們會遠離濃密的森林地區以及湖泊、河口的水域。:377
當河水氾濫時，牠們會在雨季時（約5月至10月）不規則地向北遷徙至他地。:377在這種情形下，牠們可能作為迷鳥出現在正常分佈範圍以外的地區，如加那利群島、利比亞、約旦、以色列甚至波蘭、西班牙等曾記錄過埃及鴴。:377而在瑞典也有一些未經證實的紀錄。
雖然種小名的由來是因為自埃及發現該鳥類，但現今埃及鴴並不分佈於埃及以及尼羅河流域附近，最後一次有確切紀錄的是在1937年，並被認為是在20世紀初在該地滅絕的。

## 習性

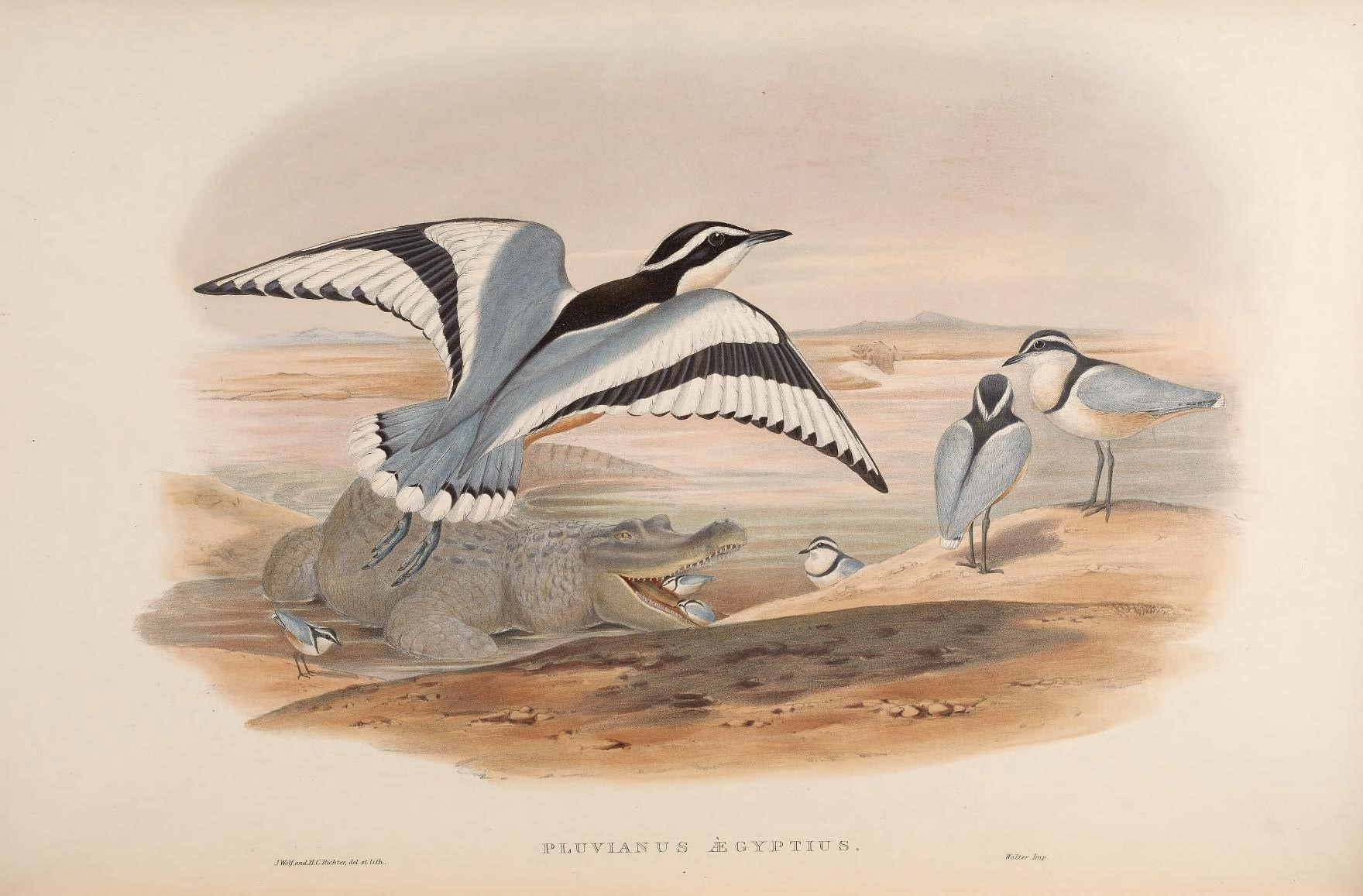
埃及鴴的繪圖

牠們多視根據水位變化而決定是否做短距離的遷徙，但也有記錄到從衣索比亞到蘇丹（600-800公里）、奈及利亞或查德的長途遷徙，通常以最多60隻鳥的群體移動。:377在加納常見10—20隻的群體行動，在馬里的內尼日三角洲地區，密度達每平方公里十隻個體。
埃及鴴相當溫馴，會出現在有河流人類聚居地附近覓食。在沒有沙洲的地區，還可能在船用斜坡道上覓食，且毫不在意地躲避行人。

### 食性
多以小型水生無脊椎動物為食，也食用各種地面昆蟲、軟體動物、小型飛蟲、種子和魚肉的碎屑或殘骸。:377
捕食的方法相當多樣，包括在水面上撿取、追趕飛行中的昆蟲、埋伏捕捉、用腳在潮濕的沙灘上探測或翻動石頭跟沙、直接在水中覓食或是直接在陸地上覓食。:377

### 繁殖

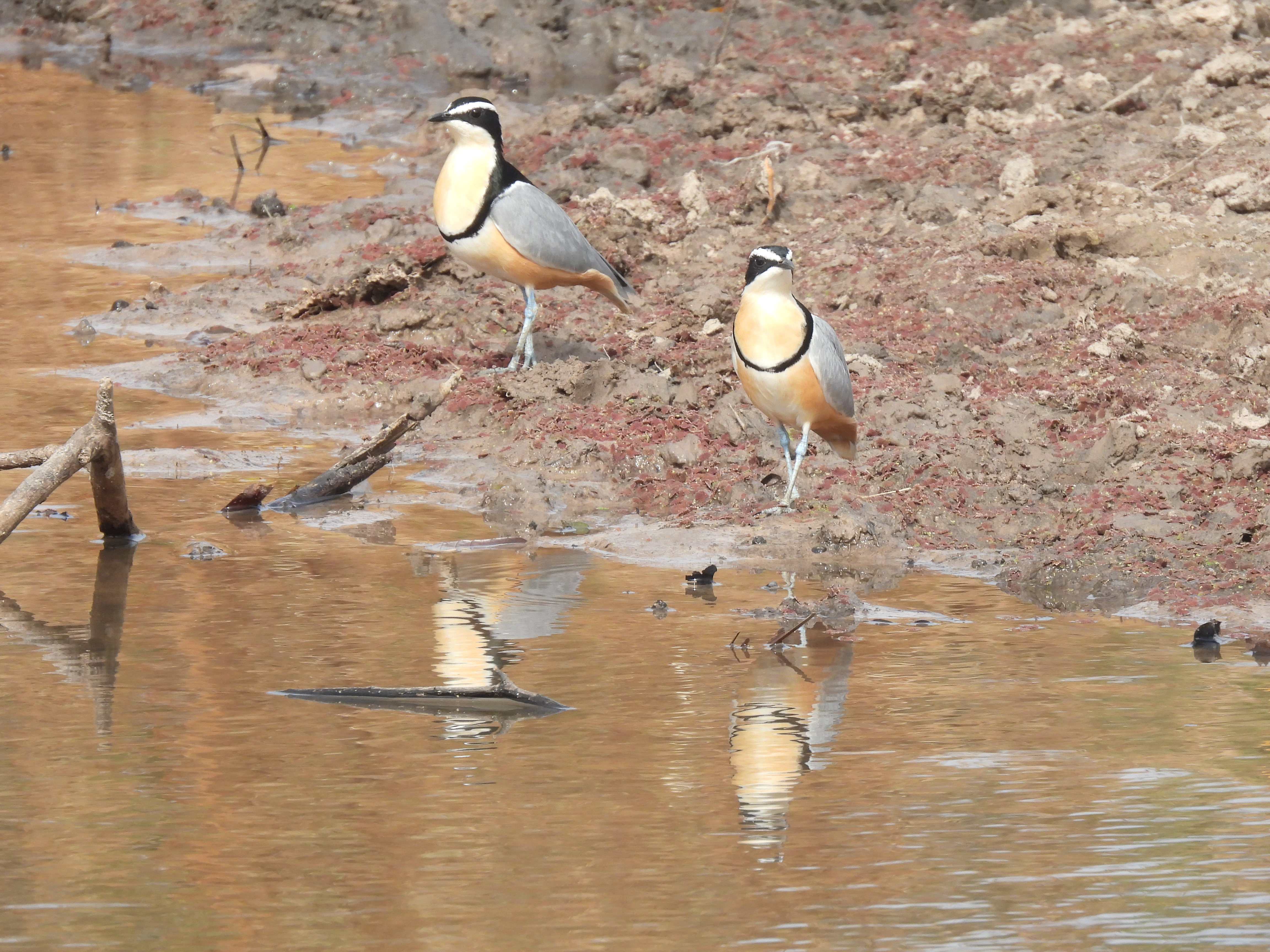
一對埃及鴴在海岸線上覓食，攝於甘比亞

在赤道以北的地區，水位較低的一月到五月時為其繁殖季。:377雌雄雙方會透過相當簡易的儀式進行求偶，且都會通過打鬥及威嚇行為以驅趕接近的其他同類跟捕食者，保護其領域。
埃及鴴的繁殖地點在白天時的地面溫度可能高達攝氏60度，牠們可能因此發展出在地面挖洞作巢穴的行為。牠們會挖掘數個在乾河床上的淺洞後才決定巢穴的位置，並將選中的地點挖掘成一個深坑產卵。:377每窩1—4顆蛋（平均為2—3顆），平均重9.5公克，顏色為奶油色帶有深色斑紋，在28—31天後孵化。:377產卵後雙親會用喙將卵埋入2—3公厘深的土中，並坐在土堆上孵卵，但有時候也會將土撥開讓蛋與其孵卵斑接觸。晚上時也會把土撥開以孵卵。在炎熱的白天中，可見埃及鴴會每隔幾分鐘將腹部沾水後蓋在巢上，讓沙土潮濕以降溫。:377
雛鳥相當早熟，在出生後的第一天就能離開巢穴活動。:377不過雙親仍會給予其食物，並在遭遇危險時用沙土掩埋蹲下的幼鳥，同時也會將砂土弄濕以保護牠們。此時若將砂土輕輕撥開可見不動的幼鳥，反之用力過猛幼鳥就會逃走。幼鳥約7天後可開始自己覓食，而3—4週大時雙親可能就不再以砂土保護牠們並開始長出成鳥的羽毛，約30—35天後完全獨立並可飛行。:377

### 叫聲
最常見的聲音是在飛行時響亮的「chersk」或「chreek-chreek-chreek」；該聲音也用以有陌生生物或掠食者接近巢穴時，表示緊張或焦慮用，並以數個「wheep」聲開頭再接上「chersk」。

### 與鱷魚的共生關係

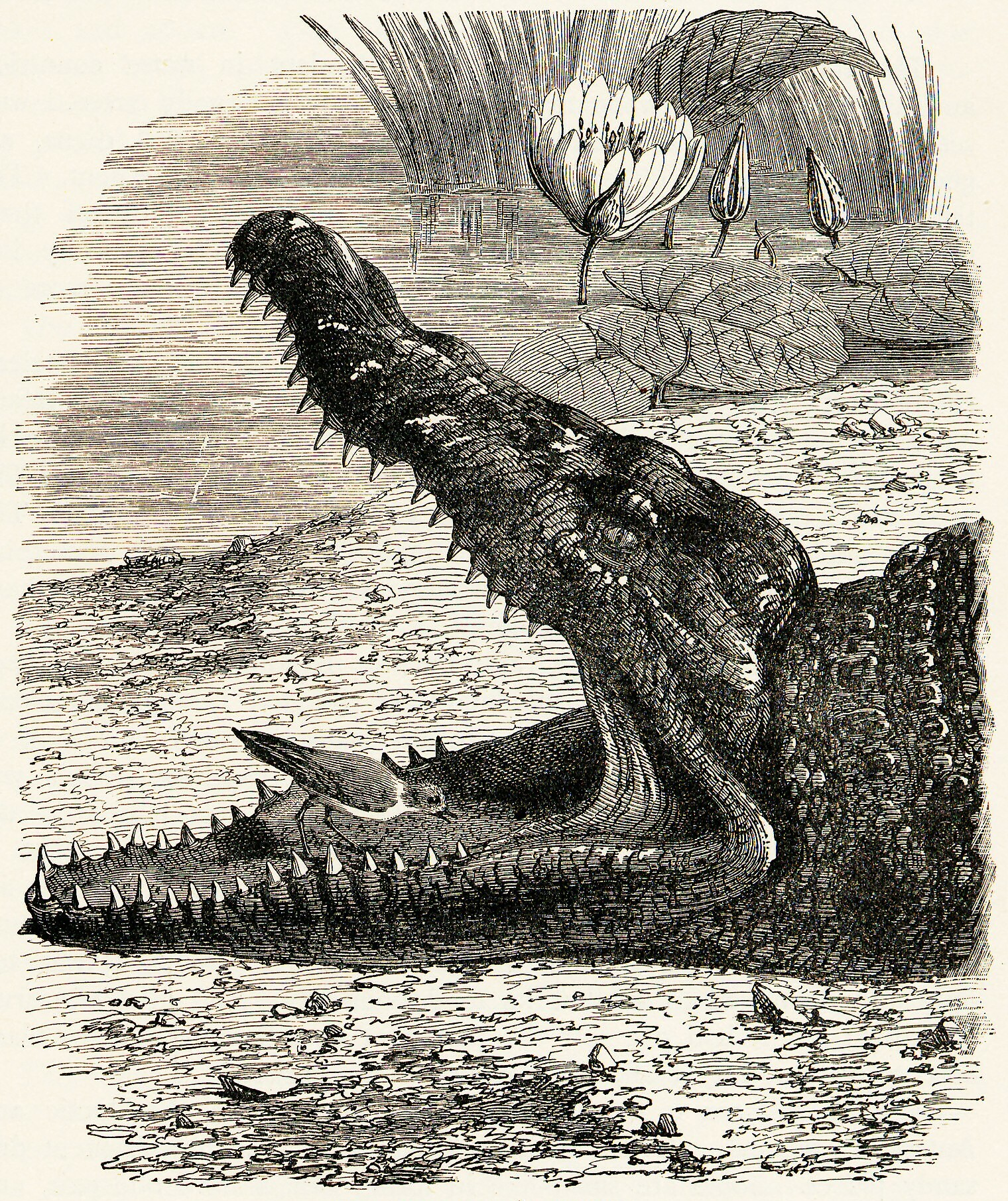
鱷魚與鳥

最早在希羅多德《歷史》第二卷中，提到了有一種名為「Trochilus」的鳥，會在鱷魚口內清潔其口中的水蛭而達到互利。但由於當時希羅多德並沒有描述該鳥的特徵，進而引發了一些關於這鳥為何這樣做、以及這鳥類究竟身分為何的揣測。約翰·古爾德於1886年出版的書中表示，當時的學者認為「Trochilus」指的可能是埃及鴴或是同樣生活於尼羅河岸的黑胸距翅麥雞。後來有不同學家及作家嘗試觀察該現象，但無論是哪種鳥類，至今仍各有歧異而尚無定論，也無確切的圖像證據。

## 威脅與保護狀況
其可能的威脅是棲地附近的水壩建設所導致的水資源減少，以及部分地區的人類干擾。
在2006年的估計中，埃及鴴約有15000—57000隻個體。但由於其分佈區域相當廣大而難以符合易危物種的定義，故即使數量有在缓慢下降但仍被劃作無危物種。

## 外部連結
- 维基共享资源上的相關多媒體資源：埃及鴴
- 維基物種上的相關：埃及鴴
- Xeno-canto上的埃及鴴聲音紀錄 （页面存档备份，存于）